# Platyptilia rhyncholoba
Platyptilia rhyncholoba là một loài bướm đêm thuộc họ Pterophoridae. Nó được tìm thấy ở Cộng hòa Dân chủ Congo, Kenya, Rwanda, Tanzania và Uganda.